# Dalek
"Dalek"은 영국의 공상과학 드라마 《닥터 후》시리즈 1의 여섯 번째 에피소드로, 2005년 4월 30일에 처음으로 방영됐다. 이 에피소드는 21세기 들어서 부활한《닥터 후》에서 달렉이 처음으로 등장한 에피소드이며, 동행자인 애덤 미첼 역의 브루노 랭글리가 처음으로 출연한 에피소드이기도 했다.
에피소드의 배경은 2012년 유타주에 위치한 지하 벙커로, 부유한 외계인 도구 수집가인 헨리 밴 스태튼이 소유하고 있었다. 그곳에서 닥터는 밴 스태튼이 붙잡아 두고 있던 살아있는 전시품과 대면한다. '메탈트론'이란 이름의 이 생명체를 닥터는 마주하자마자 공포에 빠지는데, 다름 아닌 전쟁에서 살아남은 달렉이었다. 이후 달렉이 창고에서 탈출하고 닥터는 달렉이 지상으로 빠져나가 인류를 모조리 제거해버리기 전에 고군분투한다.

## 줄거리
닥터와 로즈는 타디스를 타고 가다가 2012년 미국 유타주 솔트레이크시티 부근에 있는 거대한 지하 벙커에 내린다. 타디스가 벙커에서 전송되는 조난신호를 감지하고 그곳으로 끌려간 것이었다. 내린 곳에서 둘은 유리막 안에 전시된 수만가지의 외계인 도구들을 살펴 본다. 그러다 그 중 하나의 유리막을 손으로 갖다대자 군인들에게 포위된다. 군인들은 둘을 붙들고 수집품들의 주인인 헨리 밴 스태튼이란 사람에게 데려간다. 닥터가 밴 스태튼과 이야기를 나누는 동안 로즈는 애덤 미첼이라는 한 기술자와 함께 시설들을 구경한다. 밴 스태튼은 자기가 '메탈트론'이라 부르는 한 수집품이 지닌 가치에 대해 닥터의 의견을 듣고 싶어한다. 메탈트론이 있는 둥근 방 안으로 닥터가 들어가자 밴 스태튼은 방을 잠가버리라고 명령한다. 조난신호의 근원지가 바로 이 메탈트론임을 알고 있는 닥터는 메탈트론에게 말을 걸었다가 그 실체를 알고 충격과 공포를 느끼는데, 다름 아닌 달렉이었다. 닥터가 시간 전쟁에서 전부 파괴됐다고 알고 있었지만 한마리가 살아남은 것이었다. 닥터는 그 달렉이 나약한데다 쇠사슬로 꽁꽁 싸매져 있어 다시 싸울 수 없다는 사실을 알아차린다. 그러자마자 닥터는 달렉을 파괴하려고 하지만 밴 스태튼의 경호원에게 저지당하고 그가 있는 사무실로 호위받으면서 돌아간다.
한편 애덤은 로즈에게 달렉을 보여주려 방으로 데려간다. 로즈는 달렉이 불쌍하다고 여기면서 무심코 겉을 만진다. 그러자 달렉은 로즈의 DNA와 타디스로 여행하면서 받았던 시간 에너지를 순식간에 흡수한다. 달렉은 전력 송전망에 자신을 연결한 뒤 미국 서부 전역에서 전력을 끌어와 충전하여 다시 힘을 얻게 된다. 그 다음에는 겉을 복구하고 묶인 쇠사슬을 부숴버린다. 단지 내 다른 곳에서 닥터와 있던 밴 스태튼은 닥터에게 자기가 외계인을 전시하는 것만이 아니라 그 전에 고문도 한다고 밝힌다. 그러면서 닥터도 외계인임을 알게 된 밴 스태튼은 그의 생리 정보를 연구한 다음 전시하기 위해서 고문하기 시작한다. 그러나 경보 소리가 들리자 밴 스태튼은 달렉을 막으려고 애를 쓰는 닥터를 풀어주고 만다. 달렉은 밀폐되어 있던 막을 깨부수고 나온 다음 인터넷과 연결해서 (알아본 바로는) 자기가 마지막으로 남은 달렉임을 알게 된다. 자기 외에 찾아오는 이가 없는 상태에서 달렉은 자기에게 주어진 원래 임무로 돌아간다. 바로 달렉이 아닌 생명체들을 모두 제거하는 것이었다. 달렉은 애덤과 로즈를 뒤쫓으면서, 지나가는 길에 있는 경호원들을 죽인다. 창고에 있던 수많은 군인들을 죽인 뒤, 달렉은 오직 닥터하고만 말하겠다고 선언한다. 그러자 닥터는 달렉에게 우주에서 달렉 종족의 존재를 없애도록 스스로 자살하라고 권유하지만, 달렉은 모든 생명체를 계속 말살하는 쪽을 택한다.
애덤은 로즈가 탈출하도록 도우려고 하지만, 로즈는 닥터가 봉쇄하기 전에 빠져나오지 못하고 결국 방 안에 갇히게 된다. 비디오 전송도 두절되고, 달렉은 로즈와 마주한다. 그러나 달렉은 로즈를 말살할 수 없음을 알게 되고, 몸속에서는 로즈에게서 흡수한 인간 DNA와 대립하게 된다. 달렉은 로즈의 목숨을 담보로 자기가 방에서 나올수 있도록 닥터를 시킨 다음, 밴 스태튼을 죽이기 위해 그의 사무실로 길을 찾아 나선다. 로즈는 달렉이 밴 스태튼을 용서하도록 설득한 다음 벙커에서 가장 높은 곳까지 가는데 동행한다. 그곳에서 달렉은 천장을 폭파해 구멍을 뚫고, 겉케이스를 연 다음 햇빛을 쬔다. 그와 동시에 닥터는 외계인 무기를 들고 도착하고 달렉을 죽이려 드는데, 로즈는 달렉이 자신이나 밴 스태튼을 죽일수 없기에 변화했다고 주장하면서, 달렉을 살려주자고 간청한다. 달렉은 로즈의 DNA를 흡수하면서 발전한 새로운 감정과 생각으로 혼란해하고, 이젠 스스로의 존재를 거부하기까지 한다. 달렉은 로즈에게 자폭하라는 명령을 내려달라고 부탁하고, 로즈가 마지못해 동의하자 달렉은 자폭 메카니즘을 가동하여 스스로 폭발한다.
이후 밴 스태튼의 부하가 밴 스태튼의 자리를 차지한 다음, 그의 머릿속을 지워서 S로 시작하는 어딘가의 길거리에 내다버리라고 명령을 내린다. 닥터와 로즈는 타디스로 다시 향하고 애덤은 둘을 따라온다. 애덤은 벙커 전체가 이제 막 시멘트로 채워질 것이라며 당장 떠나자고 둘을 설득하지만, 로즈는 애덤을 시간 여행에 초대한다.

### 타 에피소드와의 연관성
달렉이 날아다니거나 공중에 뜰 수 있는 능력을 가졌다는 설정은 <The Chase> (1965)까지 거슬러 올라가는데, 달렉이 비행을 했음을 암시하는 내용이 나온다. 그리고 <Revelation of the Daleks>에서도 달렉 한마리가 공중에 떠서 사람 두 명을 말살했다는 내용이 등장한다. 이후 <Remembrance of the Daleks> (1988) 1부에서는 달렉이 계단 위로 떠올라 비행하며 공포에 질린 닥터에게 다가가는 장면이 완전히 등장한다. 로즈와 애덤은 계단을 오르지 못하는 달렉을 두고 "천하의 달렉이 계단 하나를 못 넘네"라며 드라마 팬들 사이에서 오랫동안 이어져온 농담을 언급했다가 달렉이 정말로 계단을 날아오르자 공포에 질린다.
한편 "Dalek"은 달렉들이 창조자인 다브로스 없이 단독 주적으로 등장하는 에피소드이기도 한데, 3대 닥터 시절 에피소드인 <Death to the Daleks> (1974) 이래 처음이어서 주목받았다. 다브로스는 <Genesis of the Daleks> (1975)에서 처음으로 등장한 이래, 올드 드라마가 방영되는 동안 달렉을 다룬 줄거리마다 매번 등장했었다. 다브로스는 줄거리상 직접 이름이 언급되지는 않지만 닥터는 그를 "천재...자기가 이룬 조그만 세상의 왕이었던 자였어"하고 묘사한다. 이후 다브로스는 2부작 에피소드인 "The Stolen Earth"와 "Journey's End" (2008)에서 다시 첫등장한다.
처음에 등장하는 박물관의 전시품 중에서는 "Aliens of London"에서 등장했던 슬리딘 (랙서코리코팔라페토리어스)의 팔이 있는데 로즈도 그때의 일을 떠올리며 알아본다. 그리고 닥터가 보면서 "옛날 친구인데, 아니, 적이였어..."하고 언급하는 것은 사이버맨의 머리이다 (모양은 <Revenge of the Cybermen>에 등장한 사이버맨이지만 전시 케이스에 붙은 설명판에는 <The Invasion>에서 벌어진 일을 언급). 참고 서적인 에서는 닥터와 로즈가 사이버맨 머리를 보고 있을 때 둘의 머리 뒤로 보이는 전시물은 바로 3대 닥터 시절 시리얼인 <The Sea Devil>에서 등장한 '시 데빌'의 쪼그라든 머리라고 서술하고 있다. 뿐만 아니라 <The Chase>에서 등장했던 메카노이드도 맨 처음에 타디스가 실체화되는 장면과 이후 떠나기 전의 장면에서 벙커의 어두운 쪽에 죽은 채로 전시되어 있는 것이 살짝 보인다.
스태튼의 개인 헬리콥터가 부르는 콜사인은 바로 "배드 울프 원 (Bad Wolf One)"인데, 시리즈 1을 통틀어 반복 등장하는 문구다. 이 헬리콥터가 콜사인을 하는 장면은 나중에 "Bad Wolf"에서 로즈가 '배드 울프'라는 문구와 마주쳤던 예전 순간들을 되새기는 장면 중 하나로 다시 등장한다.

## 제작

### 구상
에피소드 작가를 맡은 로브 섀어맨은 2003년 6대 닥터의 오디오 드라마인 <주빌리>(Jubilee)를 제작한 뒤 닥터 후의 부활 시리즈를 처음으로 접했다. 총괄 프로듀서 러셀 T 데이비스는 당시 BBC에 제출할 계획서에 "달렉의 귀환"을 써내면서, 달렉의 첫등장 에피소드인 <The Daleks> (1963)처럼 달렉에게 위협을 느끼는 줄거리를 만들고 싶어했고, 그 과정에서 <주빌리>의 줄거리에 많이 의존했다. 모험이 이뤄지는 배경은 의 대체 지구에서 2012년 유타 주로 바뀌었고, 그곳에서 사업가 헨리 반 스태튼 (마이크로소프트 회장 빌 게이츠를 희화화)에게 잡혀 있는 외로운 달렉이 있는 것으로 정해졌다.
극본은 여러 차례에 걸쳐 수정됐다. 에피소드 자체의 제목은 처음엔 "Creature of Lies"였고, 반 스태튼의 원래 이름은 하이럼 뒤센 (Hiram Duchesne)이었다. 한때 애덤은 아들이자 악당이라는 설정이었지만 섀어맨의 결정으로 그와 반대로 악에 맞선다는 설정이 되었다. 특히 달렉 저작권을 소유하고 있는 네이션 에스테이트 측에서 BBC가 라이선스를 과다하게 갖고 있다며 달렉 캐릭터의 이용을 막아버렸을 때에는 극본 전체가 수정되기도 했다. 수정된 줄거리에는 어린아이처럼 생긴 외계인이 등장해 사람들을 재미로 죽인다는 내용이었는데, 캐릭터 자체는 나중에 다시 발전시켜 "The Sound of Drums"와 "Last of the Time Lords" (2007)의 토클라페인으로 등장하게 되었다. 그리고 마침내 BBC가 네이션 에스테이트 측에 저작권을 따냈고, 그와 동시에 에피소드의 최종 제목은 "Dalek"이 되었다.

### 촬영
에피소드는 "Father's Day"와 "The Long Game"와 함께 세번째 제작 블록에 들어갔다. 다만 "The Long Game"은 특수효과 작업 때문에 블록에서 빠지게 되었다. 에피소드의 순서 배치는 의도적으로 이루어진 것이었는데 시리즈 중반의 시청률 하락 예상을 피하기 위함이었다. 다만 BBC는 에피소드를 초반에 방영하자고 제안하기도 했다. 촬영은 2004년 10월 25일 카디프 국립박물관에서 처음으로 개시하고, 이곳에서 대부분의 분량이 촬영됐다. 다음 날에는 밀레니엄 스타디움을 장소를 옮겨 진행했다. 촬영은 2004년 11월 3일에 거의 끝났지만 몇 개 장면은 뉴포트에 있는 스튜디오에서 재촬영에 들어가 그달 말까지 마쳤다.

## 평론과 수상
에피소드가 방영되기 전, 미디어 감시단체인 미디어워치-uk는 밴 스태튼이 닥터를 묶어두고 외과 스캔을 하는 것을 "새디스트와 마조히스트가 벌이는" 고문 장면이나 다름없다며 에피소드에 들어간 몇 가지 요소에 관해 지적했다. 또 밴 스태튼이 닥터와 함께 달렉을 보러 가기 전, 애덤에게 로즈와 같이 있으라면서 "서로 껴안든 애무하든, 뭐 아무튼 너희 영국인들이 하는 대로 해봐"라고 말한 것이 성적인 내용이 들어간 부적절한 대사라며 항의했다.
에피소드가 DVD로 발매될 때 영국 영화 등급 위원회 (BBFC)는 12세 이상 관람가로 설정했는데 닥터가 달렉을 고문하는 것처럼 보이는 장면이 들어갔다는 것이 이유였다. 당시 BBFC는 다음과 같이 전했다.

"본 위원회는 닥터 후가 달렉에게 행했던 것처럼, 아이들이 그러한 방식의 수단을 롤모델로 쓰는 것을 우려한다. 이것이 놀이터에까지 미치는 일을 막아야 한다."

에피소드의 평가는 긍정적이었다. 에피소드의 야간 시청자 수는 773만 명에 시청률 46%로, 최종 집계로는 864만 명이 시청한 것으로 드러났다. 《타임스》는 에피소드가 "무조건 대성공"이었다고 전했다. 《가디언》은 "섀어맨의 각본은 예상을 골탕먹였다"며, 에피소드가 "잘만 된다면 우상이 된 깡통 폭력배들이 언제나 굉장하다는 것을 2005년의 아이들에게 보여줄 수 있겠다"고 평했다. 《런던 이브닝 스탠더드》는 깜짝 놀라지 못하게 한 것 (즉 에피소드의 제목을 "Dalek"이라 부른 것)이 유일한 흠이라고 했으며, 《데일리 미러》는 "충격으로 헐떡거렸던 어마어마한 이 30분 만큼은 BBC1의 새 닥터 후가 역대 텔레비전 중 최고의 것이었다"고 짤막하게 전했다.